# Léon Jean Laurent Chavassieux
Léon Jean Laurent Chavassieux (1848 - 1895) là quan cai trị Pháp ở Đông Dương. Ông này vào năm 1887 được Thống đốc Nam Kỳ cử làm Chủ tỉnh Tây Ninh ở Nam Kỳ, rồi cùng năm 1887 (có lẽ là cuối năm 1887) được cử làm Khâm sứ Trung Kỳ, Thống sứ Bắc Kỳ (27/10/1891 - 20/7/1893) và Quyền Toàn quyền Đông Dương từ tháng 3 đến tháng 10/1894. Chết năm 1895. Mộ của ông được xây trên đỉnh vườn hoa Chavassieux (nay là vườn hoa Diên Hồng) và được thiết kế bởi kiến trúc sư Harlay.